# Municipio de Santiago Yolomécatl
El municipio de Santiago Yolomécatl (en náhuatl: yolomecatl, lugar de dos corazones)  es un municipio de 2,090 habitantes situado en el Distrito de Teposcolula, en el estado de Oaxaca, México.
Limita al norte con San Pedro y San Pablo Teposcolula; al sur con San Pedro Mártir Yucuxaco; al oriente con Santa María Nduayaco; al poniente con San Pedro Mártir Yucuxaco.

## Toponimia
Yolomécatl es una palabra de origen náhuatl y se considera que puede tener dos significados: 
- Yolo (corazón), mecatl (mecate): Corazón de mecate.
- Yolo (corazón), ome (dos), catl (lugar): Lugar de dos corazones.

Anteriormente este territorio se llamaba Iniyoo, al expandirse el imperio mexica a tierras mixtecas, se imponen vocablos en lengua náhuatl y cambia el nombre a Yolomécatl.
Tras la conquista y la evangelización, se impone el nombre del apóstol Santiago, quedando el nombre como "Santiago Yolomécatl"

## Historia
Existen evidencias de asentamientos que datan a la época Cruz tardía (700-300 a. C.). Aproximadamente tres siglos después, en Yolomécatl se construyeron sitios grandes en los cerros Yucuniñi, al norte del pueblo y el cuate al sur del pueblo. En el cerro Yucuniñi vivieron de 350 a 810 personas y en el cerro Cuate 790 a 1575 habitantes. Estos sitios tienen algunos montículos y terrazas, en donde se vivía y se cultivaba.
Tras la conquista, en 1678 se construyó del templo católico, edificio que cuenta con 2 torres altas, crucero, cañón y media naranja. En 1883 obtuvo la categoría de municipio, teniendo 1662 habitantes.
En 1959 se introduce el agua potable mediante el sistema de bombeo.

## Demografía
En el municipio habitan 2,090 personas, de las cuales, 4% habla una lengua indígena.

### Localidades
En el municipio se encuentran los siguientes poblados: 
| Nombre de la localidad | Población 2010 |
| Santiago Yolomécatl    | 1,879          |
| Diquiyu                | 31             |
| Nduadavi               | 30             |
| Loma Larga             | 19             |
| Colonia Hidalgo        | 15             |
| Nduatindoo             | 13             |
| Nduayoo                | 12             |
| Nduayute               | 11             |
| La Cruz                | 6              |
| La Junta               | 3              |
| Río Negro              | 2              |